# Succedani de la xocolata

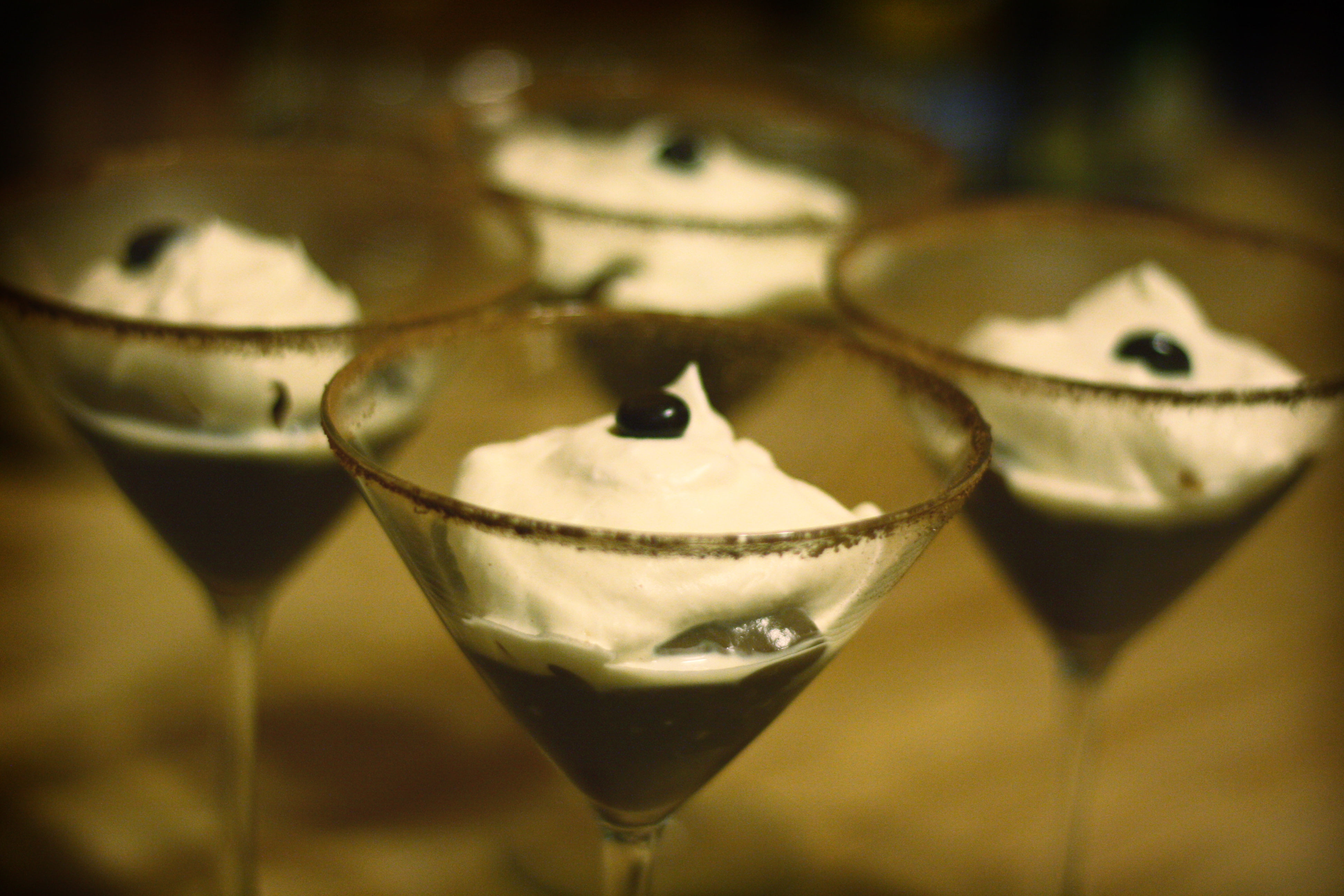
Els succedanis de la xocolata de vegades es presenten com aliments processats.

Els succedanis de la xocolata són aquells productes alimentaris que substitueixen la xocolata feta a la manera tradicional que es fa només amb derivats del cacau. Fins a l'any 2003 en la legislació de l'Estat Espanyol els succedanis de xocolata eren aquells productes que a més de la mantega de cacau incorporaven altres greixos vegetals. Des de l'any 2003 aquest tipus de productes es poden anomenar legalment xocolata.
Altres productes succedanis o substitutius de la xocolata poden estar fets íntegrament amb matèries primeres que no són derivats del cacau, un exemple és el fet amb llavors del garrofer.
Els substituts de la mantega de cacau són, generalment, els greixos làurics i els greixos substituts (estesos) no làurics els quals normalment són mescles d'oli de soia i d'oli de cotó parcialment hidrogenat. Al contrari els greixos equivalents estan formats per triacilglicerols simètrics de greixos i olis fent excepció de la mantega de cacau. Entre els productes dels quals s'obté succedanis de la mantega de cacau es troben les llavors de palma (Elaeis guineensis), el coco, tucum (Astrocaryum vulgare), les llavors de l'arbre africà shea (Vitellaria paradoxa, sinònim Butyrospermum parkii) i illipe (de Shorea stenoptera o de la Bassia longifolia)
L'Estat espanyol i l'italià defensaven, fins a l'any 2003, la posició de prohibir l'ús del terme “xocolata” per als productes que incorporessin entre els seus ingredients greixos vegetals diferents de la mantega de cacau. El Tribunal de Justícia de les Comunitats Europees, de la Unió Europea, no ho va acceptar però aquesta va establir la necessitat legal de mencionar en l'etiqueta d'aquests productes els ingredients que els componen. A més ha de constar la menció de «conté greixos vegetals a més de mantega de cacau». A altres països, com Estats Units i el Canadà, també hi ha diferents restriccions sobre l'ús del terme xocolata quan se substitueix la mantega de cacau per altres greixos.
Seguint la normativa europea a partir del 6 d'agost de 2003, alguns dels productes denominats «succedanis de xocolata» es poden comercialitzar com a xocolata. La normativa espanyola s'adapta, fora de termini i a contracor, a la normativa comunitària sobre la matèria. I és que a principis d'aquest any, el Govern espanyol va ser fins i tot condemnat pel Tribunal de Justícia de les Comunitats Europees en prohibir la comercialització de productes amb greixos vegetals amb la denominació de xocolata.
La normativa europea estimà que en el cas de la xocolata, l'addició de fins a un 5% d'altres greixos vegetals (a més de la mantega de cacau) no alterava essencialment la composició del producte final, i que la seva consideració com xocolata havia de romandre atès que la mantega de cacau seguia sent un ingredient essencial de la seva composició, els continguts mínims de la qual eren respectats.